# Kabelmanagement

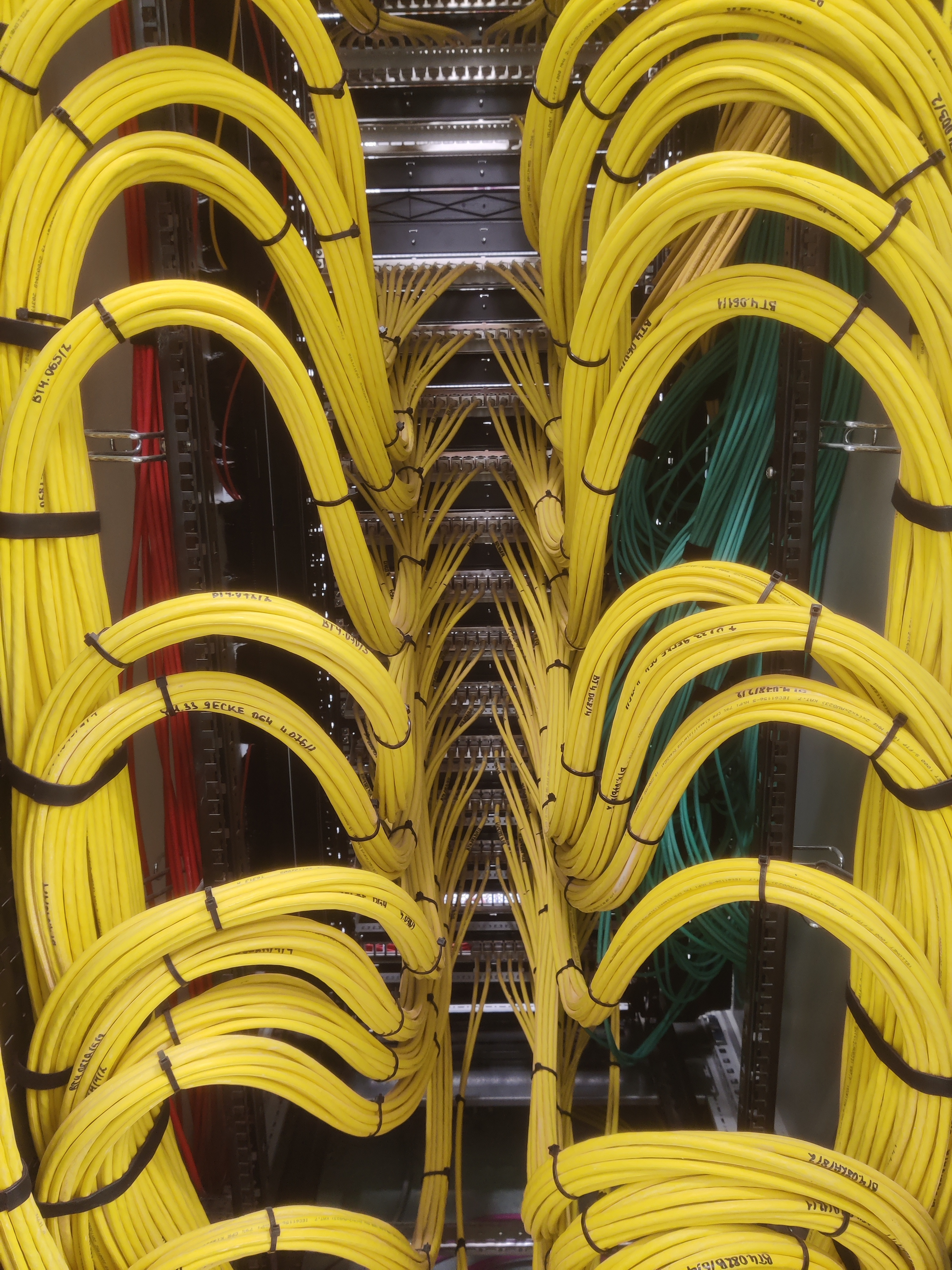
Kabelmanagement in einem Rack

Unter Kabelmanagement versteht man das Ordnen, Strukturieren und Organisieren von Kabeln in einem technischen System. Es ist sowohl bei der Elektroinstallation als auch bei der Wartung und dem Konfigurationsmanagement von Bedeutung.

## Ziele und Aufgaben
Ziel des Kabelmangements ist es bei zunehmender Komplexität und Größe des Kabelsystems einen Kabelsalat zu vermeiden und für Ordnung und Übersicht bei den Kabelverbindungen zwischen den einzelnen aktiven Komponenten (z. B. Repeater) und passiven Komponenten (z. B. Klemmleiste)  zu sorgen. Ein schlechtes Kabelmangement kann außerdem zur Abnutzung und Verschleiß der Kabel und damit auch den Komponenten führen; als Anreicherung für Staub und Dreck dienen, an denen Reinigungskräfte nicht rankommen und das sich damit negativ auf die Raumluftqualität auswirkt; für Arbeitsunfälle durch Stolper- und Sturzgefahren sorgen bzw. das Risiko erhöhen, dass etwas hängenbleibt; sowie das Risiko auf Brand und Überhitzung durch geknickte, verschmutzte und überlastete Verkabelungen erhöhen. Nach PC Games Hardware ist das Risiko einer zu hohen Wärmeentwicklung durch ein schlechtes Kabelmangement allerdings nur in Extremfällen als Hauptursache zu nennen.
Das Kabelmangement kann ein Verlegungsprotokoll erhalten und gibt im Idealfall Auskunft über Anpassungen der Kabel und erleichtert den Austausch von Kabeln bei veränderten Innovationen oder bei beschädigter Technik.

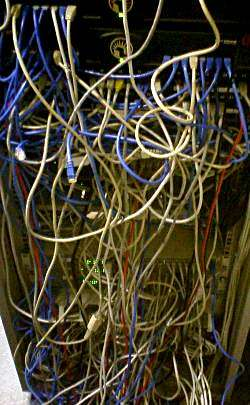
Beispiel eines schlechten Kabelmangements

In engen Systemen wie dem Computergehäuse soll außerdem mehr Platz für den Luftfluss, der bei der Kühlung und Lüftung entsteht, geschaffen werden. Des Weiteren können auch Kabel, die weniger benötigt werden oder nicht auffallen sollen, dadurch verdeckter in den Hintergrund gebracht werden, um keinen überflüssigen Platz wegzunehmen.

## Hilfsmittel und Vorgehen
Als Hilfsmittel können dabei Kabelverbinder, Kabelbrücken, Kabelpritschen, Kabelwickler, Adapter, Kabelbinder, verschiedene Geräte für die Beleuchtung, Schaltschränke und sonstige Verbindungselemente zum Einsatz kommen. Die Kabel selbst können durch einzelne farbliche Markierungen oder Beschriftungen hervorstechen. Zudem gibt es zahlreiche Vorrichtungen zum Schutz und Isolierung der Kabel.

## Anwendung
Anwendungen befinden sich in den Bereichen Rechnerarchitektur und Rechnernetze, Facilitymanagement und Baumanagement und bei sonstiger Telekommunikationstechnik und Elektrotechnik.